# LEW MX és MXA
Az MX és MXA sorozatú háromrészes villamos motorvonatok a MÁV-HÉV legfontosabb személyszállító járművei, amelyek valamennyi budapesti HÉV-vonalon megtalálhatóak.

## Története
A BKV 1968 májusában a NIKEX külkereskedelmi vállalaton, valamint a keletnémet Transportmaschinen Export-Import cégen keresztül 16 db háromrészes HÉV-motorvonatot rendelt a hennigsdorfi Lokomotivbau Elektrotechnische Werke Hans Beimler (LEW) cégtől. A kelet-német vállalatra azért esett választás, mivel a BKV, illetve elődje a BHÉV jó tapasztalatokat szerzett a LEW cég által a Dunakeszin készült MIX sorozatú motorvonatokhoz szállított villamos berendezésekkel. Az első példány járműszerkezetének a tervek szerint az NDK megalakulásának 20 éves évfordulójára kellett elkészülnie, míg az első komplett motorvonat átadását 1969 végére tervezték. Az MXA az MX típus továbbfejlesztett változata.
Az MX sorozat 1971-ben érkezett a BKV-hoz, az MXA járművei pedig 1975-1983 között. Előbbi csak a H6-os viszonylaton, utóbbi mindegyik BHÉV vonalon közlekedik.

## Felépítése
Az MX és MXA motorvonatok két motorkocsiból és közéjük kapcsolt pótkocsiból álló háromrészes járművek (ezt a legkisebb, a forgalomban közlekedő vonat-összeállítást nevezik „kisegység”-nek). A motorkocsik, egyben a motorvonatok sorozatjele MX, illetve MXA, míg a pótkocsik sorozatjele PXXVIII, illetve PXXVIIIA. Nagyobb forgalmú vonalakon vagy időszakokban két „kisegység”-et összekapcsolnak és szinkronban, egy vezetőállásból vezérlik. Ezt a hat kocsiból álló szerelvényt hívják „nagyegység”-nek.
Mivel egymással kompatibilisek, ezért mindkét típus kisegysége csatolható egy nagyegységbe. (Ilyesmi a H6-os vonalon szokott előfordulni.)

### Elrendezés
Az MX és MXA típusok nagy mértékben azonosak, legfontosabb különbség kettejük között, hogy az MXA motorvonatoknál a pótkocsin helyezték el az áramszedőket és a főkapcsolót. Az MX típusnál meglévő azon (egyébként a BKV által nem alkalmazott) összeállítási lehetőség, mely szerint csak két összekapcsolt motorkocsi közlekedik egy szerelvényként, az MXA típussal nem lehetséges. Ezen kívül kismértékben eltért a két típus ülőhely-kapacitása is, mivel az MX motorvonatoknál nem alakítottak ki átjáróajtót a kocsik között, az MXA szerelvényekben viszont igen. Mivel ezek az átjárók a kialakításuk, illetve a szerelvény adottságai miatt nem feleltek meg az utasok biztonságának, ill. főleg a személyzet használta, így az ajtókat megszüntették, és a helyére újabb ülőhelyeket építettek be.

### Járműszerkezet
A motorkocsik és pótkocsik főbb paramétereikben messzemenőkig azonosak, így a járműszekrény befoglaló méretei, a forgócsaptávolság, az ülőhelyek elhelyezése, az oldalfalak, az ajtók és ablakok elrendezése s kialakítása. A jármű külső és belső kialakítását ipari formatervező tervezte.
A forgóvázak tervezésekor a minél alacsonyabb padlómagasság elérése volt a cél. A forgóvázkeret H alakú könnyűszerkezetű hegesztett acélszerkezet. A vontatómotorok egyik oldalukon csúszó marokcsapágyakon a tengelyekre támaszkodnak, másik végükön pedig gumirugókon keresztül a forgóvázkeretre. A lenkert kétoldali emelőként képezték ki, melynek forgáspontja gumikónuszon keresztül a forgóvázkeret, egyik végén a kerékpártengely van mereven ágyazva, másik végén függőleges csavarrugóval a forgóvázkeretre támaszkodik.
A járműszekrény könnyűszerkezetű hegesztett acélkonstrukció, mely az alvázból és a vele együtt hordó oldalfalakból és tetőből áll. Az alváz két, kívül futó hossztartóból, fő kereszttartókból, az ütköző-vonókészüléket hordozó homloktartóból, valamint a villamos- és levegős berendezéseket hordozó segédtartókból áll. A jármű padlója a forgóvázak fölött bordázott, míg a különféle gépi berendezésekhez való jobb hozzáférhetőség érdekében nyílások vannak benne kiképezve. Az oldalfalak vázszerkezete hajlított profilokból, valamint a rájuk hegesztett lemezekből állnak. A tetők szintén hossz- és kereszttartósak, és mind a motor- mind a pótkocsiké egységes. A kocsiszekrények 1000 kN hosszirányú nyomóerő felvételére vannak méretezve.

### Villamos berendezés
A felsővezeték feszültségét egy-egy, a motorkocsikon (illetve az MXA sorozat esetén két, a pótkocsin) elhelyezett pneumatikus működtetésű, kettős széncsúszóval ellátott pantográf áramszedőn, a túlfeszültség-levezetőn és a főkapcsolón keresztül jut el a motorvonat nagyfeszültségű vezetékéhez, mely mindkét motorkocsi áramellátását biztosítja. A DR 276 sorozatban rendszeresítettekkel egyező vontatómotorok segédpólusokkal és kompenzálótekercsekkel ellátott, 100 kW teljesítményű egyenáramú motorok, melyeket 30%-ig lehet mezőgyengíteni. A motorok enyhén ferde fogazású, egyfokozatú homlokfogas-kerékpárokkal hajtják a motorkocsik kerékpárjait. A motorkocsik 4–4 vontatómotorja közül 2–2 db állandóan sorba van kapcsolva. A motorvonatoknak 13 db soros (ekkor egy motorkocsi mind a négy motorja sorbakapcsolt), 8 db párhuzamos (ekkor a 2–2 állandóan sorba kapcsolt motorpárt párhuzamosan kapcsolják) és 3 db söntfokozata van. A soros-párhuzamos átkapcsolás vonóerő-kimaradás nélkül, egy hídkapcsoláson keresztül valósul meg. Mindegyik motorcsoportnak saját túláramvédelmi reléje van. Az indító-, fék- és söntellenállásokat a motorkocsik tetején helyezték el 7–7 db kettős keretben. Anyaguk króm-nikkel ötvözet. Az irányváltó elektropneumatikus. A motorüzemről villamos féküzemre történő átkapcsolás az elektropneumatikus menet-fék váltó segítségével történik. A felsővezetéktől független, öngerjesztésű villamosellenállás-fékezést keresztkapcsolással valósítják meg. Egy fékkiegyenlítő ellenállás egyensúlyozza ki a fékkapcsolást és az egyik motorpár kiesése esetén biztosítja a másikkal való fékezés lehetőségét. A villamos fékkel a lassításon kívül lejtőn való közlekedésnél sebességtartó fékezésre is lehetőség van. A fékkapcsolásnál ugyanazokat az elektromágneses kapcsolókat és ellenállásokat használják, mint a menetüzem során.
A segédüzem 110 V feszültségű. A segédüzemi energiaátalakító egy-egy 7,5 kW teljesítményű motor-generátor egység volt, jelenleg statikus átalakítóval vannak felszerelve a járművek. A motorkocsinként 1 db 5,4 kW-os villamos motorral hajtott dugattyús légsűrítő 50 m³/h szállítóképességű. A motorkocsikban egy-egy főlégtartály és töltővezeték-tartály található, mindegyik 200 liter kapacitással. Az akkumulátorok kapacitása 80 Ah.

### Vezérlés
Mind az MX, mind az MXA motorvonatoknál a menet- és a fékvezérlés távvezérlésű. A régebbi kézi menetkapcsolású járművektől (például: Ganz villamosok) eltérően a járművezető csupán parancsot ad ki, a tényleges menet- vagy fékvezérlést a vezetőfülke mögötti szekrényben elhelyezett menet- és fékművek végzik. Ezek bütyköstárcsás, villanymotorral hajtott tengelyek, s feladatuk az 1000 V-os zárkapcsolók vezérlése, 110 V-os Knock-elemek segítségével. (A kontaktorok jellegzetes kattogó hangja behallatszik az utastérbe.) A 901-912 MXA motorkocsikba az 1990-es évek közepén - kísérleti jelleggel - elektronikus vezérlőegységet építettek be, amely az említett bütyköstárcsákat váltotta fel. Jelenleg a legtöbb egység használhatatlan, a 903-as kocsiban pedig a 2006. évi tűzben megsemmisült.
Egy vezetőállásból legfeljebb három egység (azaz 9 kocsi) vezérelhető, de valamennyi vonalon legfeljebb hat kocsis szerelvények közlekednek.

#### Menetvezérlés
A menetvezérlés csak akkor engedélyezett, ha:
1. a menetfokozat-kiválasztó villáskulcs /továbbiakban: villa/ nem 0 és nem X [előkészítő] állásban van;
2. valamennyi fékberendezés oldva van;
3. a menet-fékkapcsoló menet állásba állt;
4. az utastérajtók zárása befejeződött.
Korábban nem volt szükséges az ajtók zárt állapota. 2015 tavaszától fokozatosan lecserélték az indításjelző és ajtóvezérlő elektronikákat; így most már nyitott ajtókkal üzemszerűen nem tud elindulni a vonat.
A menetfokozat kiválasztása
A motorok menetvezérlés során a következő sorrendben kapcsolódnak: soros (tolató és 1-12. fokozat) - párhuzamos (13-20. fokozat) - sönt (21-23. fokozat). A villa segítségével lehet meghatározni, hogy a motorok kapcsolását meddig a fokozatig engedjük. A "tolató" fokozaton csak egy alapáramot engedünk át a sorba kapcsolt motorokon. Soros fokozat kiválasztása esetén a motorok továbbra is sorba vannak kötve, de az előtétellenállások fokozatosan kiiktatásra kerülnek. Párhuzamos fokozaton két-két, egymással sorba kapcsolt motort párhuzamosan kötnek, s a 20. fokozat felé haladva fokozatosan kiiktatják a 13. fokozaton újra bekötött előtétellenállásokat. Gyorsító fokozaton a motorok mágneses mezejét legyengítik, aminek hatására a jármű erőteljes nyomatékot kap. A végsebesség elérheti akár a 110 km/h-t is.
Biztonsági okokból hátrafelé csak tolató és soros fokozatot lehet kiválasztani.
A menetvezérlés három állású nyomógomb ["menetgomb"] segítségével történik. Elengedett állapotban a menetmű alapállásba [0 fokozat] áll vissza, azaz a vontatómotorok táplálása megszűnik. Előtte a menetmű egy időrelé segítségével 1-3 s ideig visszafelé léptet, vagyis a korábban kiiktatott előtétellenállásokat visszaköti a motorok áramkörébe. Ennek szerepe, hogy a néha több száz amper nagyságú áramot minél kisebb értékre csökkentsék a zárkapcsolók kímélése érdekében.
A menetgomb középső állása kettős célt szolgál. Induláskor ebben a helyzetben a motorok egy alapáramot kapnak, ami kb. 20 km/h sebességig képes gyorsítani a vonatot. Ez nem más, mint a tolató fokozat. Bármely más menetfokozaton a gombot ebbe az állásba engedve az adott fokozat rögzül.
A harmadik, teljesen lenyomott állásban a menetmű - a villa állásának megfelelő pozícióig - a motoráram függvényében felfelé lépteti a fokozatokat, vagyis az előtétellenállások kiiktatódnak. Ebben az állásban a villa nem állítható át.
A menetvezérlés történhet kézi, félautomata és automata léptetéssel.
Kézi léptetés esetén a menetgomb alsó végállásba nyomásával majd félállásba visszahúzásával a járművezető saját üteme szerint, egyesével szabályozza a menetfokozatok léptetését. Ehhez hasonló a félautomata léptetés, azzal a különbséggel, hogy a menetgombot nem engedik fel félállásba minden újabb fokozat után. Automata léptetés esetén a menetgomb folyamatos lenyomva tartása mellett a léptetést - egyszerre 2-3 fokozatot - a léptetőrelé szabályozza a motorokon átfolyó áramerősség függvényében.
A gyorsulás értékét négy fokozatban lehet szabályozni egy kapcsoló segítségével. Az első és második fokozat üzemszerűen használható, a harmadik-negyedik fokozatot csak indokolt esetben ajánlatos alkalmazni, kikerülve az automata léptetést is.

#### Fékvezérlés
A villamos ellenállásfék vezérlése fékkar segítségével történik. A fékkarnak 5 pozíciója van:
1. 0 állás: fék oldva
2. LE állás: sebességtartó fékezés, az összes ellenállás bekötve a motorok áramkörébe. Ezzel a fokozattal 55–60 km/h körüli sebességen lehet tartani a szerelvényt.
3. 1-4. állás: fékező állás. Az egyes fokozatok - a villamos ellenállásfék-kar állásainak megfelelően - egyre nagyobb lassulást engedélyeznek fékezés közben.
A fékkar alján helyezkedik el a kilincsmű, amelynek felhúzásával a jármű vezetője az adott fékfokozatot rögzítheti (akárcsak a menetfokozatot a menetgomb félállásba helyezésével).
A fékezés is történhet kézi, félautomata és automata léptetéssel. Automata léptetésnél a kilincsmű végig elengedett helyzetben van, míg a többi esetben a járművezető a kilincs szakaszos felhúzásával, majd kiengedésével lépteti a fékfokozatokat. Túl nagy motoráram esetén a léptetést a fék léptetőrelé megszakítja. Ilyenkor a fékkart magasabb fokozatba kell helyezni, s ott kell a léptetést végezni.
A villamos ellenállásféket egészíti ki a pótkocsin található elektropneumatikus fék. Ez a fékmű 5. fokozatától kezdve a kilincsmű elengedett állapotában fékez: 1-2-es fékkar álláson
1,8 bar, míg 3-4. álláson 3,6 bar levegőnyomás-értékkel.

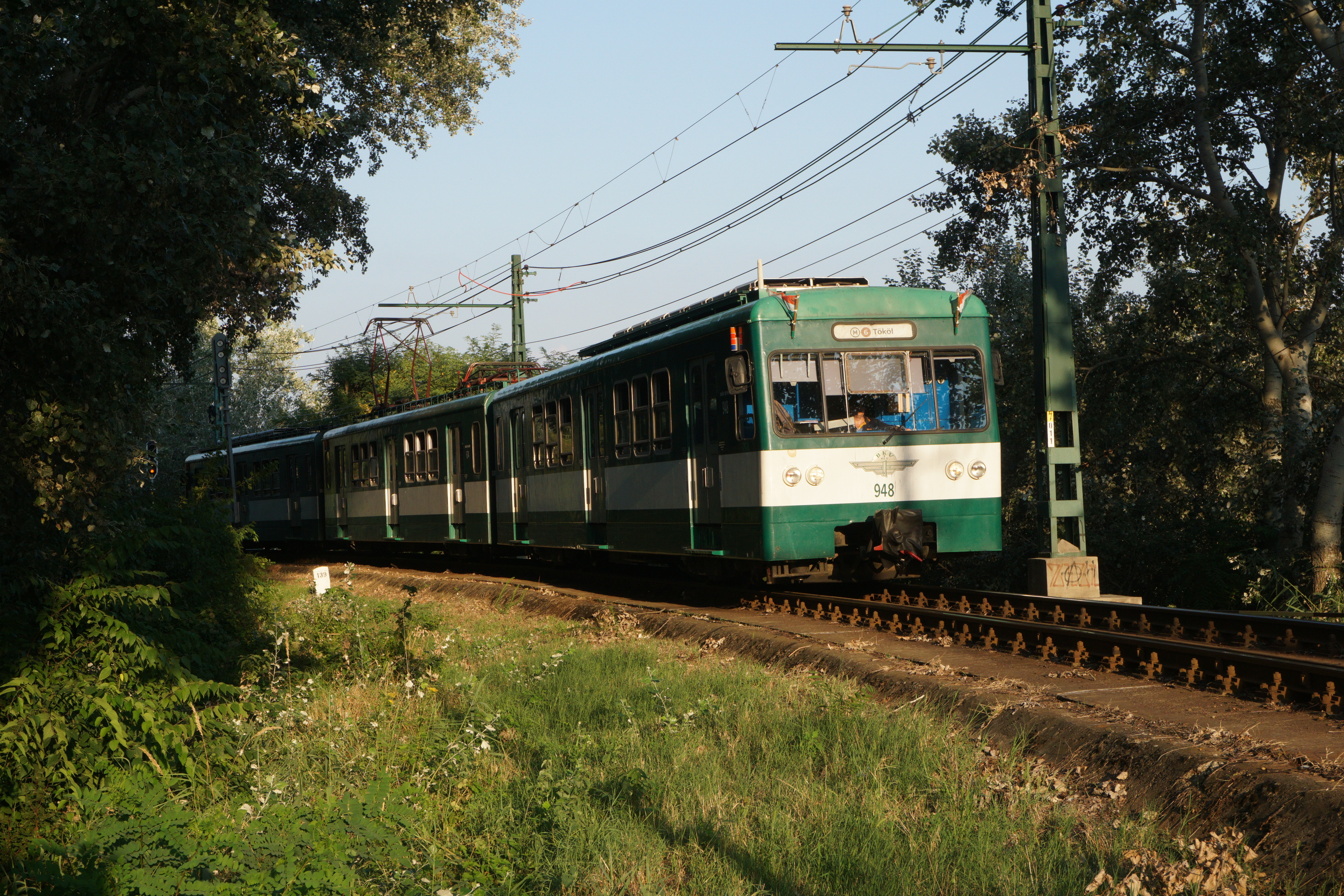
MXA típusú HÉV szerelvény Dunaharasztinál.

A motorvonatokon a főfék a légfék. A vezetői fékezőszelep Knorr D2 típusú, a kormányszelepek Knorr KE típusúak. A fékezőszelep állásai:
1. Gyorstöltő: a fékvezetéket közvetlenül a magas nyomású vezetékkel köti össze.
2. Menet állás: a féket oldja, s biztosítja a fékvezeték nyomásának szinten tartását.
3. Közép állás: zárt állás; a nyomás szinten tartása nincs biztosítva.
4. Üzemi fék 1-9 fokozat: a fékvezetékből a levegőt fokozatosan kiengedi.
5. Gyorsfék állás: a fékvezeték levegőjét nagy keresztmetszeten 0 nyomásra csökkenti.
(A motorkocsik és a pótkocsik végének egyik felső sarkában a narancssárga fény az ajtók nyitott helyzetét, a két darab vörös az 1-es és a 2-es forgóváz légfék átlai fékezettségét, a kék színű pedig azt jelzi hogy a kocsi rögzítőféken van .)

### Utastér
Az utasterek hő- és hangszigeteltek. Az ablakok magyar gyártmányúak, két szerelvény (1121-761-1122, 1131-766-1132) kivételével mind eredetiek. Osztott kivitelű, félig lehúzható, kiegyenlítő szerkezettel ellátott egységek, egyedül a kocsivégi oldalablakok teljesen fixek. Az ablaküvegek egyrétegű biztonsági üvegek. Az utastéri ajtók kétszárnyú, az oldalfalakba nyíló elektropneumatikus tolóajtók, 2×600 mm beszálló-szélességgel. A két ajtószárny mechanikusan nincs egymáshoz rögzítve, ezért külön is nyithatók. A beszállóterek között 12–12, míg a járművek végein 3–3 ülőpadot helyeztek el. Az ülések könnyűszerkezetűek, az ülőlapok és háttámlák (eredetileg) borvörös lélegző műbőr-bevonatúak, most barna textillel vannak bevonva. Az ülésosztás 1462 mm, a térdtáv 532 mm. Az utastér oldal- és tetőburkolatai műanyagelemek. A farost alapú dekoritlemez borítás színe a tetőn és az oldalfalakon törtfehér, a válaszfalakon szürkésfehér. A beszállótér és a vezetőállás-hátfal kék színű. Az utasterek fűtése háromfokozatú konvekciós villamosfűtés, az ülések alatt elhelyezett, egyenként 500 Watt teljesítményű fűtőtestekkel. A motorkocsikban 28, a pótkocsiban 32 fűtőtest található. Az utastér-világítás fénycsöves. A vezetőfülkében a járművezető ülését középen helyezték el. A homlokszélvédő három részre osztott, míg két oldalon 1-1 leengedhető oldalablak található.

### Változtatások
Habár ez az MX motorvonatokra sohasem került fel, az MXA motorvonatok rendelkeztek az egységen belül homlokfali átjáróajtóval, valamint az utolsó, jelenleg nem nyitható ablak is a többi ablakhoz volt hasonló. Később, a főműhelyi javítások során ezeket eltüntették (az ablakokat nem nyithatóra cserélték ki, az ajtókat befalazták), mivel az átjárók kialakítása nem volt biztonságos sem az utasok, sem a kalauz számára. Ekkor az ajtó helyére ülés került, de a díszlécek elrendezéséből máig látszik az átjáró helye. A 2000-es évek elején történt főjavítások során az ajtók melletti válaszfalakat - a jobb átláthatóság érdekében - alacsonyabbra vágták vissza és barna kárpitra cserélték az ülések addigi vörös műbőr borítását. A oldalfalak burkolatain az illesztések szebb takarásaként pácolt barna színű díszlécekkel váltották fel az eredeti alumínium profilokat. A szemeteseket leszerelték, a helyüket az utasteret belülről burkoló farost dekoritlemez borítja. Az 1121-761-1122 pályaszámú egységnek az ablakait egy másik típusra cserélték, a régi függőlegesen lehúzható helyett vízszintesen eltolva nyithatók, két irányban. A kocsik végében maradt a nem nyitható, fix ablak. Apró részlet, hogy az ablakokkal a belső gumikéder alakja és mérete is megváltozott, illetve az ablak belső kerete szürke lett a falak színével együtt.

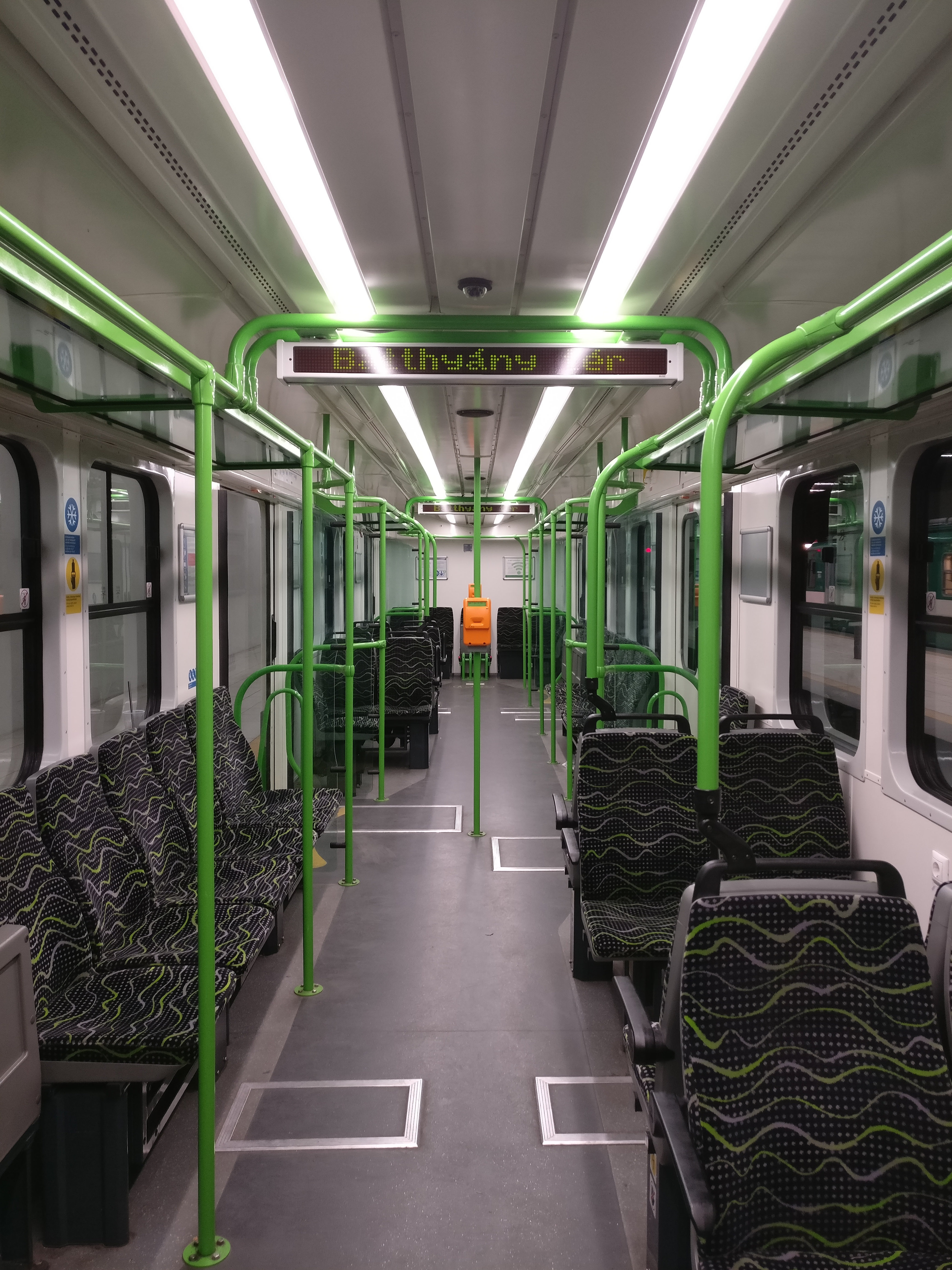
Az egyetlen felújított MXa egység pótkocsijának utastere

Egyetlen szerelvény vezetőállásait valószínűleg a 2000-es évek második felében klimatizálták, a motorkocsik tetején kaptak helyet a berendezések, amelyek már messziről felismerhetőek.
2014-ben a Budapesti Közlekedési Központ egy cikkben közölte, hogy a H5-ös HÉV vonalán közlekedő szerelvényeket korszerűsíteni szeretnék, mivel e szerelvények várhatóan még legalább ~5-10 évig forgalomban maradnak. A felújítás először csak az utastér és külső színvilág arculatát érinti, motorikusan később fogják megújítani. A prototípus 2015 második felére készült el, majd 2016 tavaszán kezdték meg vele a próbajáratokat. A szerelvény (ugyan kisebb nehézségekkel) 2016 nyarán állt forgalomba, és azóta is a H5-ös HÉV vonalán jár. A felújított három kocsis szerelvény (kisegység, pályaszáma: 1131-766-1132) világosabb zöld festést kapott, megújult a belseje, valamint vezeték nélküli internet és utastéri légkondicionáló berendezés szolgálja az utazók kényelmét. A telefonok, laptopok töltésére is lehetőség van. A felújított egységben kevesebb ülőhely van, de megoldották például a kerékpárok rögzítését egy lehajtható ülés alatt. A szállítható kerékpárok száma kocsivégenként ezen a járművön kettőre csökkent, viszont a pótkocsi mindkét végén lehet biciklit szállítani, így a szállítható kerékpárok száma nem csökkent. Az ülések elrendezése megváltozott, a keskeny középső folyosó helyett egy szélesebb választja el a két üléssort a pótkocsikban. Mindkét oldalon találhatóak a jármű hosszanti tengelyére merőleges ülések, ezek egy része lehajtható, itt van lehetőség babakocsi szállítására. A lehajtható ülések és a részben merőleges elrendezés miatt a belső tér egy metrókocsira emlékeztet. Ajtóközönként négy ülés maradt meg a régihez hasonló elrendezésben, egymással szembe fordítva, köztük több helyet hagyva. A motorkocsikban hagyományosabb üléselrendezés maradt. Az ülések műanyagból készültek, lehajtható kartámasz is van a folyosó felől ahol szükséges, illetve minden ülés egyszemélyes, nincs padszerű, egybefüggő kétszemélyes. A huzatok a többi új beszerzésű és felújított budapesti tömegközlekedési járművön megszokottak, a HÉV zöld járműveivel harmonizáló zöld mintával. A szerelvényen a hangos utastájékoztatás is megváltozott, a fontosabb információk angol nyelven is elhangoznak. Digitális kijelző került az utastérbe, ami a következő megálló mellett a pontos időt is mutatja. A motorkocsik elején digitális kijelző mutatja a viszonylatot és a célállomást. A klímaberendezés a jármű tetején kapott helyet. A felújított kisegység a "SzuperHÉV" fantázianevet kapta.
2017 nyarán a 994-es pályaszámú motorkocsi az oldalfalakat, a homlokfalat és az ajtókat teljes egészében beborító matricát kapott Dumtsa Jenő szentendrei polgármester halálának századik évfordulója alkalmából. Az egység másik motorkocsijára és a pótkocsira nem került matrica.

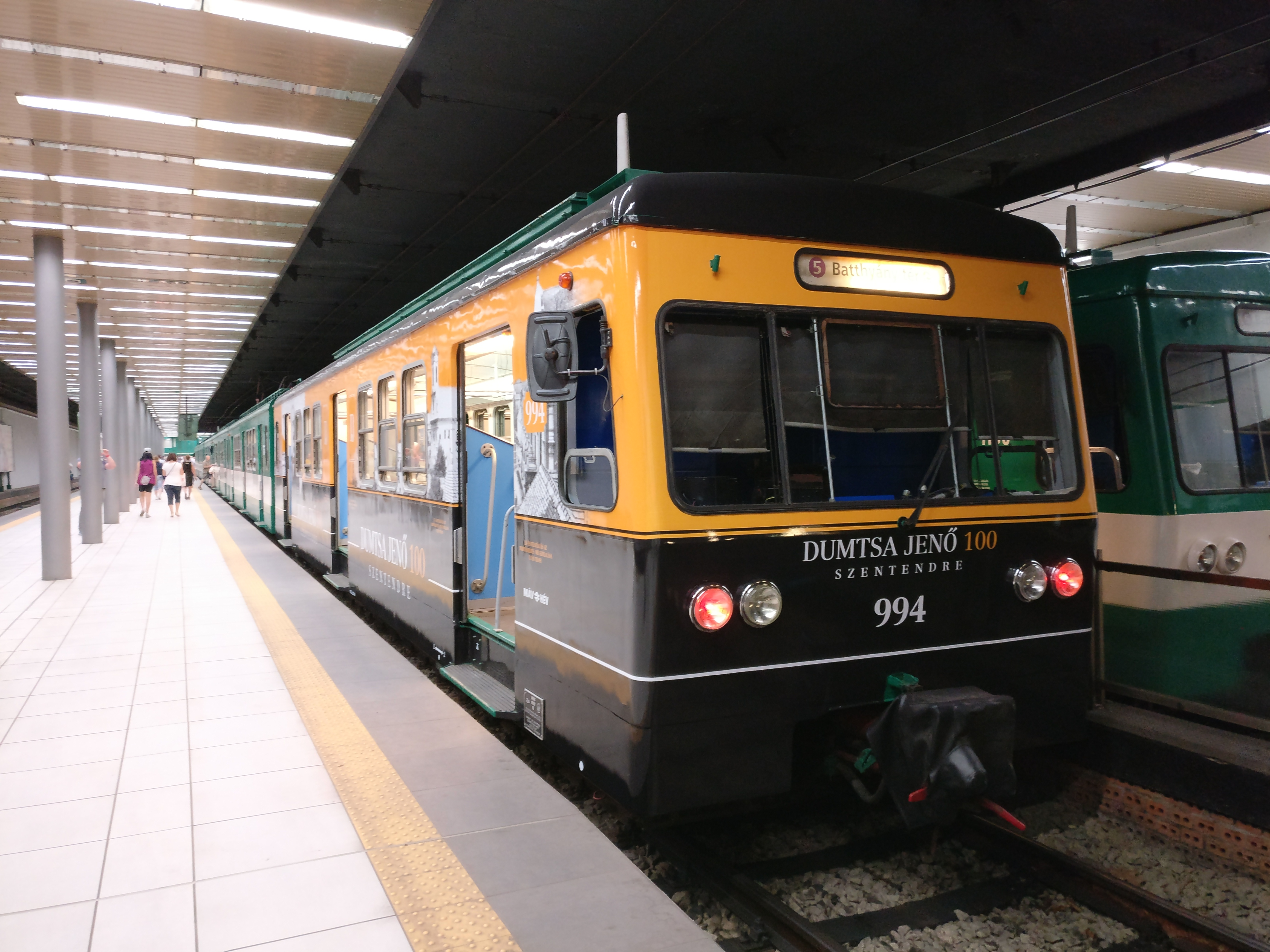
A felmatricázott motorkocsi a Batthyány tér HÉV-állomáson

2017 októberében állt forgalomba a H5-ös vonalon az 1113-757-1114 pályaszámú szerelvény szokatlan belső térrel: az üléshuzatok sötétkék alapon világoskék pöttyösek lettek, a díszlécek és a kapaszkodók is kékek, valamit a jegykezelő berendezés sárga festést kapott. Azóta más járműveken is találkozhatunk kék huzattal.